# Gare de Sospel
Gare de Sospel vasútállomás Franciaországban, Sospel településen.

## Vasútvonalak
Az állomást az alábbi vasútvonalak érintik:
- Nizza-Breglio-vasútvonal

## Kapcsolódó állomások
A vasútállomáshoz az alábbi állomások vannak a legközelebb:
- Gare de Touët-de-L’Escarène
- Gare de Breil-sur-Roya